# I'd Like to Teach the World to Sing
"I'd Like to Teach the World to Sing (In Perfect Harmony)" es una canción pop originalmente creada como jingle publicitario bajo el título de "True Love and Apple Pie", por los compositores británicos Roger Cook y Roger Greenaway, e interpretada por la cantante Susan Shirley.
La letra fue reescrita por los compositores, junto con el ejecutivo de publicidad estadounidense Bill Backer y el compositor estadounidense Billy Davis, para la entonces agencia de publicidad McCann Erickson bajo el título de " Buy the World a Coke "  para convertirse en sintonía del comercial de televisión "Hilltop" de 1971 para la compañía Coca-Cola, cantado por Hillside Singers. "Buy the World a Coke" fue producida por Billy Davis y transmitió un mensaje positivo de esperanza y amor, con una colección multicultural de adolescentes en la cima de una colina que parecían cantar la canción.
La popularidad del jingle llevó a que se volviera a grabar en dos versiones: una por The New Seekers y otra por Hillside Singers, como una canción de larga duración, dejando caer referencias a Coca-Cola. La canción se convirtió en éxito en los Estados Unidos y el Reino Unido.

## Orígenes
La idea se le ocurrió originalmente a Bill Backer, un ejecutivo de publicidad que trabajaba para McCann Erickson, la agencia responsable de Coca-Cola. Backer, Roger Cook y Billy Davis sufrieron un retraso en el aeropuerto de Shannon en Irlanda. Tras una larga escala forzosa, notaron que sus compañeros de viaje a la mañana siguiente estaban hablando y bromeando mientras bebían Coca-Cola. Backer escribió la línea "Me gustaría comprarle una Coca-Cola al mundo" en una servilleta y la compartió con los compositores británicos Cook y Roger Greenaway .
La melodía se derivó de un jingle anterior de Cook y Greenaway, originalmente llamado "True Love and Apple Pie"  que fue grabado en 1971 por Susan Shirley. Cook, Greenaway, Backer y Billy Davis reelaboraron la canción en un jingle de radio para Coca-Cola, que fue interpretado por el grupo de pop británico The New Seekers y grabado en Trident Studios en Londres. El jingle de radio hizo su debut en febrero de 1971 antes de ser adaptado para el comercial de televisión "Hilltop" de Coca-Cola ese mismo año.
El tema se volvió tan popular que sus creadores la revisaron, agregaron tres versos y eliminaron las referencias del producto para crear una canción de larga duración apropiada para su lanzamiento comercial, que fue regrabada tanto por The Hillside Singers como por The New Seekers y ambas versiones se convirtieron en grandes éxitos.

## Comercial de televisión
La canción se emitió por primera vez en la radio estadounidense el 12 de febrero de 1971. Ante la demanda del público, Backer persuadió a McCann-Erickson para filmar un comercial usando la canción. El comercial de televisión, titulado "Hilltop", fue dirigido por Roberto Malenotti. El anuncio costó 250.000 dólares (1.9 millones hoy), el comercial más caro de la historia en ese momento.
El primer intento de filmación se arruinó por la lluvia y otros problemas de ubicación. El producto final, emitido por primera vez en julio de 1971, contó con un grupo multicultural de jóvenes sincronizando los labios de la canción en una colina en Manziana, a las afueras de Roma, Italia. La unidad global de los cantantes se enfatiza al mostrar que las botellas de Coca-Cola que sostienen están etiquetadas en una variedad de idiomas. El gobierno sudafricano pidió una versión del comercial sin los actores negros. Coca-Cola rechazó su solicitud. Posteriormente, la empresa redujo su inversión en ese país, y el entonces director ejecutivo dijo: "Hemos estado reduciendo nuestra inversión en Sudáfrica desde 1976 y ahora hemos decidido vender nuestras participaciones restantes en ese país".
En 1990, se emitió una continuación de este comercial, llamada "Hilltop Reunion" y dirigida por Jeff Lovinger, durante la cobertura del Super Bowl XXIV . Contó con los cantantes originales (ahora adultos) y sus hijos, y culminó con un popurrí de esta canción y el jingle actual "Can't Beat the Real Thing".
G. Love rehízo la canción para el comercial de Coca-Cola Zero "Everybody Chill", que se emitió en 2005.
En 2006, la canción se usó nuevamente en un comercial de Coca-Cola en los Países Bajos, interpretada por el cantante holandés Berget Lewis.
En 2010, Coca-Cola usó una vez más la canción en un comercial de televisión que presentaba la línea completa de sus pilotos patrocinados de la Copa Sprint de NASCAR . El comercial incluía a los conductores cantando la canción mientras conducían en una carrera. 
En 2011, se dio información sobre cuántos dólares se necesitarían "para comprarle una Coca-Cola al mundo" en un comercial que presentaba la silueta roja de una botella de Coca-Cola y la melodía de la canción.
En 2012, como parte de la campaña Google Project Rebrief, el anuncio de Hilltop se reinventó para la era digital. A través de la web, las personas podían "enviar" una Coca-Cola a máquinas expendedoras especiales ubicadas en todo el mundo. Los destinatarios de la Coca-Cola podrían grabar un mensaje de agradecimiento para enviarlo al remitente. Las máquinas estaban ubicadas en Buenos Aires, Ciudad del Cabo, Mountain View (California) y la ciudad de Nueva York.
En 2015, el Center for Science in the Public Interest hizo un anuncio de servicio público sobre las consecuencias del consumo excesivo de refrescos y contenía una versión alterada de la canción. El anuncio presentaba médicos, dentistas y pacientes que luchaban contra enfermedades inducidas por la obesidad (diabetes tipo 2, hipertensión y caries). Cerca del final, mostraba a Pepsi, Coca-Cola y Mountain Dew en vasos de bebidas llamados "Obesidad", "Diabetes tipo dos" y "Caries dental" en los respectivos tipos de letra que se verdían. La campaña se llamó "Change the Tune".

## Sencillos

### The Hillside Singers
Tras la emisión del comercial de televisión, las estaciones de radio comenzaron a recibir llamadas de personas a las que les gustó. Los amigos de Billy Davis en la radio le sugirieron que grabara la canción, pero no como un jingle publicitario. Se hizo tan popular que la canción se reescribió sin referencias de marca y se amplió a tres versos. Davis reclutó a un grupo de cantantes de estudio para que lo hicieran porque The New Seekers no tenía tiempo para grabarlo. El grupo de estudio se llamó a sí mismo The Hillside Singers para identificarse con el anuncio, y en dos semanas la canción estaba en las listas nacionales. La versión de The Hillside Singers alcanzó el puesto 13 en el Billboard Hot 100 y el puesto 5 en la lista Easy Listening de Billboard. Billboard clasificó esta versión como la canción número 97 de 1972 .

### The New Seekers
The New Seekers más tarde grabaron la canción y vendieron 96.000 copias de su disco en un día, vendiendo finalmente 12 millones en total. La canción subió al número 1 en Reino Unido y al número 7 en EE. UU. en 1971 y 1972. Se convirtió en disco de oro en los EE. UU. y también vendió más de un millón de copias en el Reino Unido. The Coca-Cola Company renunció a las regalías de la canción y, en cambio, donó 80,000 dólares a UNICEF . Billboard clasificó esta versión como la canción número 93 de 1972.

## Posicionamiento en listas

### Versión de The New Seekers
| Listas (1971–72)                                 | Posición |
| ------------------------------------------------ | -------- |
| Australia (ARIA Charts)                          | 7        |
| Irlanda (IRMA)                                   | 1        |
| Japón (Oricon Singles Chart)                     | 1        |
| Nueva Zelanda (Official New Zealand Music Chart) | 1        |
| Sudáfrica (Springbok)                            | 10       |
| Reino Unido (Official Charts Company)            | 1        |
| Estados Unidos (Billboard Hot 100)               | 7        |
| Estados Unidos (Adult Contemporary)              | 27       |

### Versión de Hillside Singers
| Listas (1971–72)                    | Posición |
| ----------------------------------- | -------- |
| Australia (Kent Music Report)       |          |
| Estados Unidos (Billboard Hot 100)  | 13       |
| Estados Unidos (Adult Contemporary) | 5        |

## Versiones e inspiración para otras canciones
En 1972 se grabó una versión en japonés por el trío de cantantes que al año siguiente formarían el grupo The Candies. La banda de rock británica Oasis fue demandada después de que su canción "Shakermaker" tomara prestada su melodía y algunas partes de la letra, viéndose obligados a cambiar su composición. En 1997, la banda de rock Smash Mouth hizo una referencia a la canción en las primeras líneas de su primer sencillo "Walkin' on the Sun".
The VeggieTales hizo una versión de la canción en su álbum Bob and Larry Sing the 70's .[cita requerida] Gordon Webster grabó una versión en vivo de la canción en su álbum de 2013 Live at Boston Swing Central.
En 2015, los defensores de la salud de EE. UU., el Centro para la Ciencia en el Interés Público (CSPI, por sus siglas en inglés) crearon una parodia en un esfuerzo por crear conciencia sobre los peligros de beber demasiado refresco. En 2016, Lucy Layton (hija del cantante y bajista de New Seekers , Paul Layton ) lanzó una versión. Su video oficial, publicado en YouTube el 23 de septiembre, mostraba la violencia extrema que enfrentan los refugiados sirios, con imágenes de guerra en marcado contraste con el mensaje de paz y armonía de la canción. En 2017, el grupo vocal canadiense The Tenors usó partes de 'Teach the World' en la canción "Santa's Wish (Teach the World)" en su álbum Christmas Together. En 2020, la banda islandesa Amiina lanzó una versión de la canción.

## En la cultura popular
El comercial se usó como escena final (menos la declaración It's the Real Thing al final) en el final de la serie Mad Men, " Person to Person ".  Se da a entender que el protagonista ficticio del programa, Don Draper, estuvo detrás de la creación del comercial.
La canción apareció brevemente en la película Freddy Got Fingered de 2001 y también se usó en la edición final de Newsnight de Jeremy Paxman en 2014.
Se utilizó una versión de la canción en el tráiler de Resident Evil . 